# Quartinia parcepunctata
Quartinia parcepunctata är en stekelart som beskrevs av Richards 1962. Quartinia parcepunctata ingår i släktet Quartinia och familjen Masaridae. Inga underarter finns listade i Catalogue of Life.